# Cordia cymosa
Cordia cymosa es una especie de árbol en la familia, Boraginaceae,  es nativa de  Centroamérica y norte de Sudamérica.

## Descripción
Son árboles que alcanzan un tamaño de hasta 15 m de alto, las ramitas ferrugíneo-tomentulosas con tricomas  esparcidos; plantas dioicas. Las hojas persistentes, láminas dimorfas, las más grandes elípticas o elíptico-ovadas, de 18–32 cm de largo y 11–21 cm de ancho, las más pequeñas orbiculares, de 9.5–16 cm de largo y 8.5–17 cm de ancho, ápice obtuso o a veces redondeado o agudo, base obtusa a aguda, márgenes enteros. Inflorescencias cimosas, terminales, 15–29 cm de largo y 18–31 cm de ancho; cáliz campanulado a tubular; corola tubular a tubular-campanulada, de 3.8–5.3 mm de largo, blanca. Fruto drupáceo, blanco, sobre la cúpula del cáliz; hueso inequiláteralmente ovoide, 7.3–10 mm de largo.

## Taxonomía
Cordia cymosa fue descrita por (Donn.Sm.) Standl. y publicado en Publications of the Field Museum of Natural History, Botanical Series 18(3): 981. 1938.
Etimología
Cordia: nombre genérico otorgado en honor del botánico alemán Valerius Cordus (1515-1544).
cymosa: epíteto latíno que significa "en cimas"
Sinonimia:
- Cornutia cymosa Donn.Sm.
- Gerascanthus cymosus (Donn.Sm.) Borhidi[5]